# Fáze vývoje skupiny

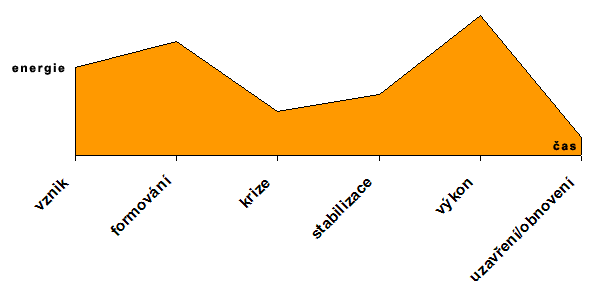
Fáze vývoje skupiny co do aktivity a energie úřastníků

Fáze vývoje skupiny je označení pro jednotlivá dílčí období, kterými během své existence prochází každá sociální skupina (pracovní tým nebo kolektiv), a která se vyznačují určitými specifiky v chování členů skupiny a ve vztazích mezi nimi. Tyto fáze se liší kvalitou výstupu produkovaného skupinou, typem a frekvencí jejích aktivit, její soudržností nebo případnými skupinovými konflikty.
Byla vyvinuta řada teoretických modelů, které vysvětlují, jak se určité skupiny v průběhu času mění. Některé z těchto modelů pohlížejí na změny skupiny jako na pravidelnou a neměnnou řadu fází, zatímco jiné pohlížejí na tyto změny jako na fáze, kterými skupiny mohou nebo nemusí projít a které mohou nastat v různých bodech historie skupiny. Pozornost na vývoj skupin v průběhu času byla jedním z rozlišovacích faktorů mezi studiem skupin ad hoc a studiem týmů, které se běžně vyskytují na pracovišti, v armádě, ve sportu a v mnoha dalších kontextech.

## Tuckmanův model
Podle amerického psychologa Bruce Wayne Tuckmana (1938–2016) musí každá skupina projít časovými úseky, během nichž se vyvíjí a není možné bez nich pracovat efektivně. Nehledě na délku trvání, která bývá různá, je podle Tuckmana pořadí jednotlivých fází neměnné. Nutnou podmínkou pro postup do vyššího stadia je absolvování stadia předchozího. Výjimečně může vývoj sklouznout „zpět“, avšak opět výhradně v uvedeném pořadí. Původní varianta modelu obsahovala čtyři stadia, která doplnil Tuckman s Jensenovou o páté (ukončení činnosti). Dnes bývá ještě doplňováno jako samostatné stadium samotný vznik (ustanovení) skupiny.
Původní koncepce také odlišovala sociálně-emocionální sféru, zahrnující vztahy a chování členů navzájem vůči sobě (s fázemi testování a závislost, vnitroskupinový konflikt, vývoj skupinové soudružnosti a funkční role vztahů) a úlohově orientovanou činnost, která popisovala typy interakcí z hlediska dosahování výkonu (s fázemi orientace a testování, emocionální reakce na požadavky úlohy, otevřená diskuze, objevy řešení). Protože vývoj v obou těchto fázích probíhá souběžně, bývají slučovány do samostatných čtyř vývojových stadií (doplněných později o zmíněné dvě další), které jsou využívány častěji. Tento model převzaly organizace zabývající se zážitkovou pedagogikou (jako Outward Bound nebo v Česku Prázdninová škola Lipnice).[zdroj?]

### Fáze vývoje skupiny
- Vznik (starting) – vznik skupiny
- Formování (forming) – testování skupiny, charakterizované určitou závislostí a silným zaměřením na cíle
- Bouření (storming) – charakterizované silným vnitroskupinovým konfliktem a silnými emocionálními reakcemi jako odpověď na požadavky pro dosažení cílů. Občas bývá v češtině uváděno i jako krize
- Normování (norming) – vyvíjí se skupinová koheze (soudružnost), otevírá se optimální výměna relevantních informací a fungování vztahů, formují se skupinové normy (v češtině občas označováno jako stabilizace)
- Optimální výkon (performing) – funkční role jsou ustanoveny a vynořuje se schopnost řešit problémy
- Ukončení činnosti (adjourning) – pomalý rozklad a rozvolnění vztahů v souvislosti se ztrátou významu skupiny. Tato fáze bývá občas pojímána jako varianta uzavření/oživení (closing/refreshing) – uzavření je totožné s ukončením činnosti, oživení skupiny je pojmenování pro opětovné posílení skupinové koheze v důsledku objevení nových cílů a problémů, které skupina může řešit[1]

## Cogův žebřík
Alternativní model navrhl George O. Charrier. Je známý pod jménem Cogův žebřík (Cog's Ladder) a byl částečně inspirován vývojovými stadii Jean Piageta:
- Stadium slušnosti (Polite Stage)
- Stadium Proč-jsme-zde (Why We're Here Stage)
- Stadium dělení moci (Power Stage)
- Stadium spolupráce (Cooperation Stage)
- Stadium jednota-ducha (Esprit Stage)

Uvedené dva modely popisují podobná stadia vývoje skupiny; zatímco Tuckmanův model zdůrazňuje víc probíhající skupinové procesy (sociálně psychologický model), Cogův se zaměřuje víc na vnímání a motivy aktérů (psychologický model).

## Wheelenův model
Thomas Wheelen rozdělil vývoj skupin (Group Processes) na pět stádií, nazvaných následovně: 1.závislost a inkluze, 2. protizávislost, 3. důvěra a struktura, 4. práce, 5. konečné stádium. Lze je popsat a analyzovat pomocí několika dimenzí: komunikace ve skupině, statusy a role, cíle skupiny a vůdce skupiny. Ve vývoji skupin probíhají také dva procesy – konformita a koheze.
1. Závislost a inkluze
- role a statusy jsou členů generalizovány. Každý člen si přináší status „zvenčí“ „dovnitř“ skupiny a tím nastává problém, že statusy jsou nespravedlivě rozděleny uvnitř skupiny. Vyšší status dostávají ti, kteří jsou otevřenější, zábavnější – extroverti, protože jsou viditelnější
- nikdo se nesnaží být deviantní, neprotestují a „přetvařují se“, či spíše velmi se konformují vůči ostatním, protože situace, které se objevují jsou ambivalentní a členové skupiny hledají informace z druhých
- probíhá vysoká koheze, čím atraktivnější tým je, tím je vyšší koheze
- v komunikaci se objevují pouze příjemná a pozitivní témata
- v týmu se nemohou nastavit reálné cíle, kvůli nedostatečné znalosti členů skupiny a tím pádem neodhadnutí role členů
- první a jasně definovanou rolí je vůdce, který zaujímá nejlepší pozici, jeho úkolem je snižovat úzkost ve skupině a postupně dodávat strukturu

2. Protizávislost
- konformita klesá, lidé chtějí a začnou být autentičtí a komunikace tím začíná být více otevřená a nastává otevření nepříjemných otázek
- v dimenzi cílů nastávají dva druhy problémů: interpersonální a pracovní. Pracovní konflikty jsou konstruktivní a je třeba, aby proběhly, protože tím se určují cíle skupiny. Interpersonální konflikty blokují členy skupiny, aby řešili substantivní (pracovní), proto by pracovní konflikty neměli přejít do interpersonálních
- kvůli těmto konfliktům se mění koheze ve skupině, pracovní konflikty ji zvyšují a interpersonální kohezi snižují
- ti, co se starají o skupinu a mají sociálně-emocionální roli mají v týmu vysoký status
- vůdce může rozdělit tým na dva tábory: pro a proti vůdci, nezáleží na tom, zda je vůdce dobrý či zlý, ale motivem je boj o moc. Ve skupině tím vznikají koalice. A vůdci tím klesá status, autorita a moc
- vůdce má možnost použít tři typy moci (podle Hollandera a Offermana, 1990):

„moc nad“ (power over) se vyznačuje dominancí a autoritou, tato moc může ostatní a hlavně podřízené k něčemu přimět, ale podemílá vztahy s ostatními, a proto se tato moc neosvědčila;
„moc k“ (power to) umožňuje lidem uskutečňovat věci a to tím, že vůdce ostatní zplnomocňuje a tak se o svou moc dělí. Tato moc rozvíjí identifikaci s týmovými cíli a udržuje soudržnost týmu;
„moc od“ (power from) dává vůdci možnost odsunout nechtěné požadavky a odolat zásahům ostatních. Strategií pro vůdce je používat typ moci „power to“ pro rozdělení úkolů a nezavrhnout ani jednu skupinu a pracovat s oběma skupinami stejně.
3. Důvěra a struktura
- skupina je strukturálně rozdělena podle rolí a statusů
- pomocí komunikace, která je více otevřená a probíhají v ní pracovní témata, se modeluje sdílená vize a cíl skupiny. Čím jsou vyšší cíle, tím je třeba vyšší konformity
- v tomto stádiu se objevuje koheze, která se často zvyšuje až na skupinové myšlení (groupthink) a tím se členové týmu opět konformují
- vůdce skupiny má moc koordinační, působí spíše konzultativně a zrovnoprávňuje se s ostatními členy
- pokud v této fázi nenastanou žádné konflikty, tak se tým vrací zpět do prvního stádia – závislosti a inkluze(a nastal by cyklický model)

4. Práce
- skupina dostává k „opravdové“ práci, v komunikaci tedy převládají pracovní témata
- podle výzkumů by ve skupině měla práce zabírat 76 %, ostatních 24 % by se mělo věnovat sociálně-emocionálním interakcím
- mezi členy jsou rozděleny potřebné role, každý má svůj status v týmu, a proto skupina může pracovat samostatně, bez vůdce
- v tomto stádiu vůdce může odejít, nebo může například dodávat informační zdroje apod.
- ve skupině je konformita i soudržnost vysoká, a proto mohou dosáhnout daného cíle

5. Terminační stádium
- toto stádium může mít mnoho forem a u každého týmu může probíhat odlišně. Členové skupiny se vyjadřují k pocitům. Dělá se hodnocení a evaluace (debriefing) všech činností
- je to závěrečná fáze, která již není důležitá pro cíl a samotný výsledek práce skupiny. Tato fáze je důležitá pro rozvoj všech členů pro další práci v tomto nebo jiném týmu a pro jejich další motivaci